# 英國食物浪費現象

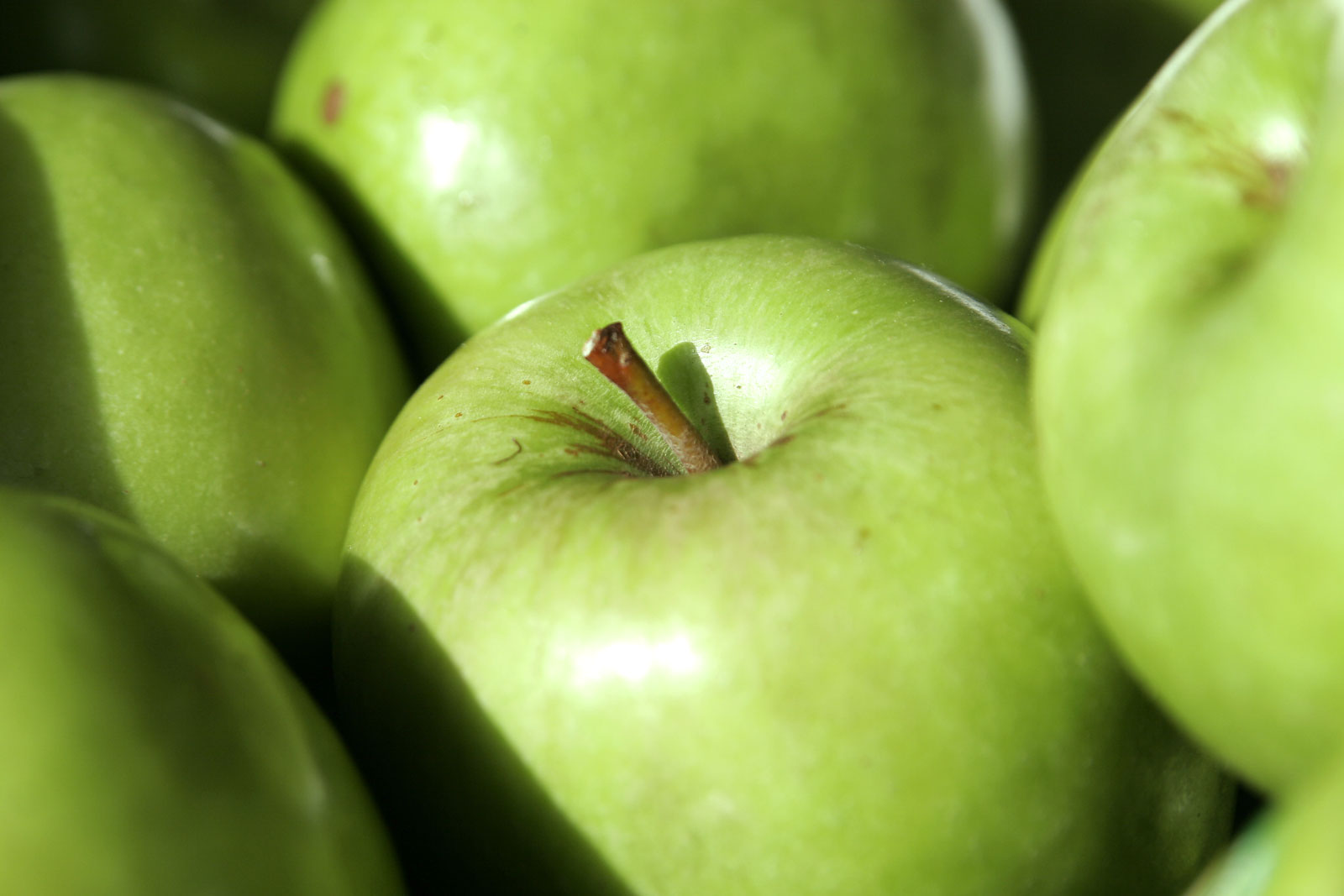
蘋果（照片為澳洲青蘋品種）是英國最為浪費的食物之一，每年浪費19萬公噸

英國的食物浪費現象是一門廣為媒體報導的環境、經濟與社會關注議題，對此英國政府亦做過許多不同的回應。自1915年起，食物浪費便漸被視作一項重要的公眾議題；它登上報紙文章、新聞報導和電視節目，2007年更發起了「愛食物，不浪費」運動。隨著媒體持續聚焦，大眾對食物浪費的意識也普遍提升。為解決英國包括食物在內的所有浪費問題，2000年由政府資助的「浪費與資源行動計劃」於是應運而生。

## 外部連結
- 英國是全球浪費食物最嚴重國家 （页面存档备份，存于），環境資訊中心。